# Leif Edlund
Leif Dan Rickard Edlund (født 10. januar 1972) er en svensk skuespiller. Han er uddannet fra Teaterhögskolan i Malmö og startede sin karriere på Riksteatern i år 2000.
Edlund har udover forskellige teaterroller medvirket mange film- og tv-produktioner, hvor flere af de film, som han har medvirket i, er instrueret af instruktører som Ruben Östlund og Johannes Nyholm. Han har for eksempel optrådt i den Guldbagge-vindende film De ufrivillige (2008), hvor han havde en af hovedrollerne. Derudover har Edlund medvirket i den anmelderroste tv-serie Familien Löwander.

## Udvalgt filmografi
- Weekend (kortfilm, 2006)
- De ufrivillige (2008)
- Molanders (tv-serie, 2013)
- Verden venter (2014)
- Kæmpen (2016)
- Operation Ragnarök (2018)
- Familien Löwander (tv-serie, 2018-2019)
- Koko-di Koko-da (2019)
- En komikers opvækst (2019)
- Nelly Rapp: Monsteragent (2020)
- Han (2021)
- De umage detektiver (tv-serie, 2023)
- Skovens dronning (kortfilm, 2024)